# James Rice
James Rice, född 26 september 1843 i Northampton, död 26 april 1882 i Redhill, var en engelsk författare.
Rice, som var ägare och redaktör av den illustrerade veckotidningen Once a Week, den ena avläggaren av Dickens Household Words, skrev romaner i samarbete med Walter Besant.